# Ameryka (Izbica)
Ameryka (kaszb. Amerika, niem. Amerika) – część wsi Izbica w Polsce położona w województwie pomorskim, w powiecie słupskim, w gminie Główczyce nad Kanałem Izbickim (jednym z ramion ujściowych rzeki Łeby).
W latach 1975–1998 miejscowość administracyjnie należała do województwa słupskiego.

## Nazwa
Współczesna polska nazwa jest kalką pierwotnej niemieckiej nazwy Amerika, przeniesionej z nazwy kontynentu Ameryka w metaforycznym znaczeniu „odległa część miejscowości”.
Rada Języka Kaszubskiego proponuje kaszubską formę nazwy Amerika.